# ヒスタミンH2受容体拮抗薬

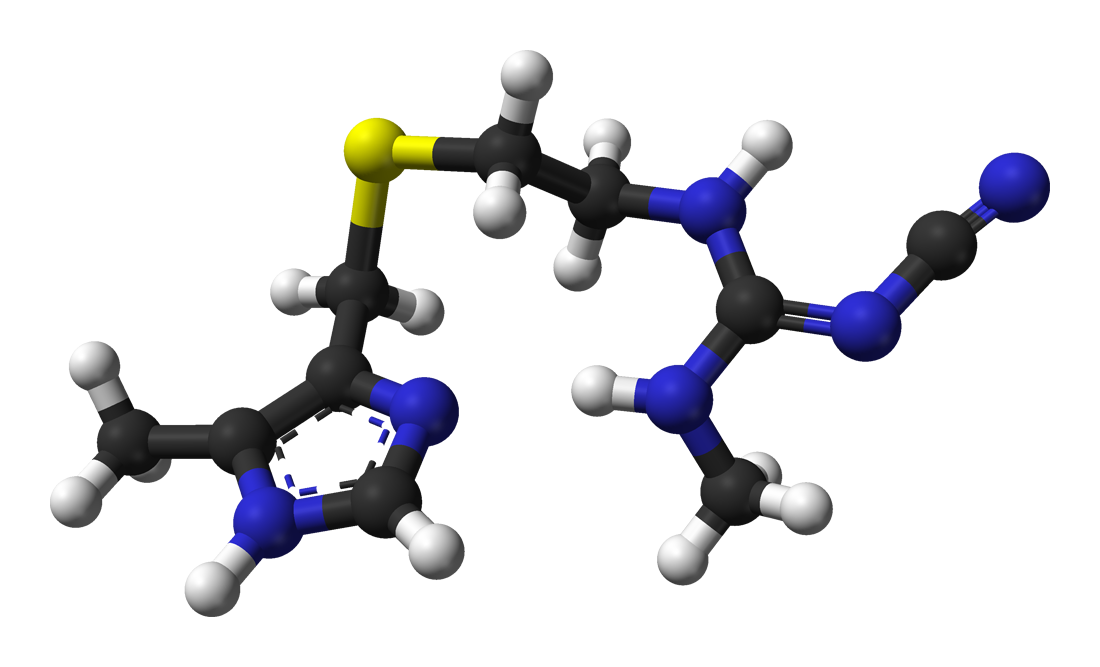
原型的なH_{2}受容体拮抗薬、シメチジンの球棒モデル。

ヒスタミンH2受容体拮抗薬（ヒスタミンエイチツーじゅようたいきっこうやく、Histamine H2-receptor antagonist）とは、胃潰瘍・十二指腸潰瘍といった消化性潰瘍の治療に用いられる医薬品である。胃の壁細胞に存在し胃酸分泌を促進するヒスタミンH2受容体を競合的に拮抗する作用機序からH2ブロッカーとも呼ばれる。プロトンポンプ阻害薬（PPI）は、これを上回る効果を示す。

## 種類
- シメチジン（商品名：タガメット、アルサメック錠など）
- 塩酸ラニチジン（商品名：ザンタック、アバロンZ、三共Z胃腸薬など）。製造上の問題のため米国では販売停止となった。
- ファモチジン（商品名：ガスター、ガスター10など）
- ニザチジン（商品名：アシノン、アシノンZなど）
- 塩酸ロキサチジンアセタート（商品名：アルタット、アルタットA・イノセアワンブロックなど）
- ラフチジン（商品名：プロテカジン、ストガー）

上記はいずれも日本での商品名
- ラボルチジン（発がん性のため廃止された）
- ニペロチジン（肝障害性のため回収となった）

## 歴史
ヒスタミンH2受容体拮抗薬の原型となっているシメチジンはアメリカのスミスクライン&フレンチ・ラボラトリーズ（SK&F、現在のグラクソ・スミスクライン）でジェームス・ブラックらの研究によって合成された。1964年当時、ヒスタミンが胃酸分泌を促進することは知られていたが旧来のヒスタミンの拮抗薬では胃酸分泌を抑制することはできなかった。この研究過程で彼らはヒスタミン受容体にH1とH2の2つのタイプがあることを明らかにした。彼らはH2受容体について何も判っていなかったので、まずヒスタミンの構造を少し変えた薬品を合成し作用を確かめてみた。
最初の進歩はNα-グアニルヒスタミンだった。この薬品はH2受容体を部分的に拮抗した。この延長線でH2受容体の詳しい構造が判り、最初のH2受容体拮抗薬であるブリマミドの合成に至った。ブリマミドはH2受容体に特異的な競合拮抗薬で作用はNαグアニルヒスタミンの100倍であった。ここにH2受容体の存在は確立した。ブリマミドは経口投与した場合の作用が弱かったのでこれを改良したメチアミド（Metiamide）が開発された。ところがメチアミドには腎毒性と顆粒球の抑制作用が明らかになったのでさらに改良し、ついにシメチジンの開発に至った。
ラニチジンは1981年に開発され、1988年までは世界で最も売れている処方薬となった。それからはH2受容体拮抗薬は、さらに効果的なプロトンポンプ阻害剤（PPI）に取って代わられ、オメプラゾールが最も売れている薬となった。

## 薬理作用
ヒスタミンH2受容体拮抗薬は胃の壁細胞にあるヒスタミンH2受容体を競合的に拮抗する。これにより平時の胃酸の分泌および食物による胃酸の分泌の双方を抑制する。これには2通りのしくみがあると考えられている。ヒスタミンがH2受容体に結合するのを妨げるのと、ガストリンやアセチルコリンの持つ胃酸分泌刺激作用が弱まるということである。

## 臨床応用
- 胃潰瘍・十二指腸潰瘍
- 逆流性食道炎（胃食道逆流症）
- ゾリンジャー・エリスン（Zollinger-Ellison）症候群
- 胸焼け（英: heartburn & acid indigestion）

## 副作用
ヒスタミンH2受容体は人間の場合、胃壁の他、心筋等にも存在する。ヒスタミンH2受容体拮抗薬は心筋の受容体にも影響を与えるため、不整脈等の心臓の異常を起こすことがある。特に心臓病の患者が摂取することは禁忌とされる。ファモチジンを含む市販薬では死亡例も確認されている。
その他、低血圧、下痢、めまい、頭痛、発赤がみられることがある。シメチジンは抗アンドロゲン作用（性欲の低下、インポテンツ）がみられることがあるが中止すると回復する。
ヒスタミンH2受容体拮抗薬やプロトンポンプ阻害薬の消化性潰瘍治療薬を3か月服用したところ、10%の人で牛乳、人参、リンゴ、オレンジ小麦などに対するIgE抗体（アレルギー反応の参考になる指標）が増加していた。アレルギーの原因となるタンパク質の消化を妨げることが理由である。